# Juan Núñez
Juan Núñez García (Madrid, 4 giugno 2004) è un cestista spagnolo.

## Carriera

### Nazionale
Con la nazionale Under-20 spagnolo ha vinto la medaglia gli Europei di categoria del 2022, venendo nominato MVP del torneo e incluso nel miglior quintetto della manifestazione.

## Statistiche

### Eurolega
| Anno      | Squadra     | PG | PT | MP   | TC%  | 3P%  | TL%  | RP  | AP  | PRP | SP  | PP  |
| --------- | ----------- | -- | -- | ---- | ---- | ---- | ---- | --- | --- | --- | --- | --- |
| 2021-2022 | Real Madrid | 10 | 0  | 4,6  | 37,5 | 66,7 | -    | 0,2 | 0,8 | 0,3 | 0,0 | 1,4 |
| 2024-2025 | Barcellona  | 25 | 5  | 15,6 | 44,3 | 27,5 | 65,0 | 2,5 | 3,4 | 0,8 | 0,0 | 5,0 |
| Carriera  | Carriera    | 35 | 5  | 12,4 | 43,4 | 30,2 | 65,0 | 1,9 | 2,6 | 0,7 | 0,0 | 3,9 |

### Eurocup
| Anno      | Squadra  | PG | PT | MP   | TC%  | 3P%  | TL%  | RP  | AP  | PRP | SP  | PP   |
| --------- | -------- | -- | -- | ---- | ---- | ---- | ---- | --- | --- | --- | --- | ---- |
| 2022-2023 | Ulma     | 20 | 0  | 20,3 | 43,4 | 36,1 | 57,4 | 3,2 | 4,4 | 1,1 | 0,0 | 7,6  |
| 2023-2024 | Ulma     | 15 | 14 | 25,8 | 50,4 | 35,0 | 58,3 | 3,6 | 5,7 | 1,9 | 0,1 | 10,8 |
| Carriera  | Carriera | 35 | 14 | 22,7 | 46,8 | 35,5 | 57,9 | 3,4 | 5,0 | 1,5 | 0,0 | 9,0  |

## Palmarès
- Campionato spagnolo: 1

Real Madrid: 2021-22
- Supercoppa spagnola: 1

Real Madrid: 2021
- Campionato tedesco: 1

Ulm: 2022-23
- Liga catalana: 1

Barcellona: 2024